# Gastrotheca galeata
Gastrotheca galeata é uma espécie de anfíbio da família Hemiphractidae.
É endémica do Peru.
Os seus habitats naturais são: regiões subtropicais ou tropicais húmidas de alta altitude, matagal tropical ou subtropical de alta altitude e pastagens.